# Staré Hrady
Staré Hrady là một làng thuộc huyện Jičín, vùng Královéhradecký, Cộng hòa Séc.